# Campeonato Mundial de Patinaje de Velocidad sobre Hielo de 2012
El CVI Campeonato Mundial de Patinaje de Velocidad sobre Hielo se celebró en Moscú (Rusia) del 17 al 19 de febrero de 2012 bajo la organización de la Unión Internacional de Patinaje sobre Hielo (ISU) y la Federación Rusa de Patinaje sobre Hielo.
Las competiciones se realizaron en el Palacio de Hielo Krylatskoye de la capital rusa.

## Resultados

### Masculino
| Evento                        | Oro                                       | Plata                                         | Bronce                                     |
| ----------------------------- | ----------------------------------------- | --------------------------------------------- | ------------------------------------------ |
| 500 m (18.02)                 | Zbigniew Bródka · Polonia · 36,24 s       | Koen Verweij · Países Bajos · 36,26 s         | Konrad Niedźwiedzki · Polonia · 36,32 s    |
| 1500 m (19.02)                | Håvard Bøkko · Noruega · 1:46,82          | Ivan Skobrev · Rusia · 1:46,94                | Jan Blokhuijsen · Países Bajos · 1:47,22   |
| 5000 m (18.02)                | Sven Kramer · Países Bajos · 6:14,23      | Jan Blokhuijsen · Países Bajos · 6:16,99      | Ivan Skobrev · Rusia · 6:19,78             |
| 10 000 m (19.02)              | Sven Kramer · Países Bajos · 13:08,76     | Jan Blokhuijsen · Países Bajos · 13:12,31     | Ivan Skobrev · Rusia · 13:13,16            |
| Clasificación general (19.02) | Sven Kramer · Países Bajos · 149,327 pts. | Jan Blokhuijsen · Países Bajos · 149,614 pts. | Koen Verweij · Países Bajos · 150,085 pts. |

### Femenino
| Evento                        | Oro                                           | Plata                                              | Bronce                                    |
| ----------------------------- | --------------------------------------------- | -------------------------------------------------- | ----------------------------------------- |
| 500 m (18.02)                 | Christine Nesbitt · Canadá · 38,30 s          | Yekaterina Lobysheva · Rusia · 38,95 s             | Ireen Wüst · Países Bajos · 39,37 s       |
| 1500 m (19.02)                | Christine Nesbitt · Canadá · 1:55,95          | Ireen Wüst · Países Bajos · 1:56,98                | Cindy Klassen · Canadá · 1:57,61          |
| 3000 m (18.02)                | Martina Sáblíková · República Checa · 4:01,80 | Ireen Wüst · Países Bajos · 4:02,69                | Linda de Vries · Países Bajos · 4:07,06   |
| 5000 m (19.02)                | Martina Sáblíková · República Checa · 6:58,74 | Ireen Wüst · Países Bajos · 7:02,39                | Linda de Vries · Países Bajos · 7:08,09   |
| Clasificación general (19.02) | Ireen Wüst · Países Bajos · 161,050 pts.      | Martina Sáblíková · República Checa · 161,870 pts. | Christine Nesbitt · Canadá · 162,360 pts. |

## Medallero
- Solo se otorgan medallas en la clasificación general.

| Núm. | País            | Oro | Plata | Bronce | Total |
| ---- | --------------- | --- | ----- | ------ | ----- |
| 1    | Países Bajos    | 2   | 1     | 1      | 4     |
| 2    | República Checa | 0   | 1     | 0      | 1     |
| 3    | Canadá          | 0   | 0     | 1      | 1     |
|      | TOTAL           | 2   | 2     | 2      | 6     |